# Billboard Music Awards 2019
26. ceremonia rozdania Billboard Music Awards, nagród muzycznych przyznawanych przez tygodnik Billboard odbyła się w środę 1 maja 2019 roku na arenie MGM Grand Garden w Las Vegas. Emitowana była na żywo przez stację NBC. Gospodarzem gali była po raz drugi amerykańska wokalistka Kelly Clarkson. Statuetki przyznano w 57 kategoriach. Najwięcej z nich, dwanaście otrzymał kanadyjski raper Drake, podczas gdy najczęściej nominowana była amerykańska raperka Cardi B, ponad dwadzieścia jeden razy. Nagrodę ikony otrzymała Mariah Carey.

## Występy
- Taylor Swift i Brendon Urie – "Me!"
- Kelly Clarkson – medley utworów:
  - "Meant to Be" (Bebe Rexha i Florida Georgia Line, All Your Fault: Pt. 2)
  - "Eastside" (Benny Blanco, Halsey i Khalid)
  - "Boo'd Up" (Ella Mai, Ella Mai)
  - "Girls Like You" (Maroon 5 i Cardi B, Red Pill Blues)
  - "The Middle" (Zedd, Marren Morris i Grey, Orbit)
  - "One Kiss" (Calvin Harris i Dua Lipa)
  - "I Like It" (Cardi B, Bad Bunny i J Balvin, Invasion of Privacy)
  - "Love Lies" (Khalid i Normani Kordei, ze ścieżki dźwiękowej do filmu Twój Simon)
  - "High Hopes" (Panic! at the Disco, Pray for the Wicked)
  - "Tequila" (Dan + Shay, Dan + Shay)
  - "Material Girl" (Madonna, Like a Virgin)
  - "Touch My Body" (Mariah Carey, E=MC²)
  - "Wow." (Post Malone)
- Halsey – "Without Me"
- Ciara – "Thinkin Bout You" (z albumu Beauty Marks)
- Dan + Shay i Tori Kelly – "Speechless" (z albumu Dan + Shay)
- Jonas Brothers – "Jealous" (Nick Jonas, z albumu Nick Jonas), "Cake by the Ocean" (Joe Jonas i Nick Jonas, oryginał: DNCE, z albumu Swaay i DNCE), "Sucker" (z albumu Happiness Begins)
- Khalid – "Talk" (z albumu Free Spirit), "Better" (z albumu Suncity i Free Spirit)
- Ariana Grande – "7 Rings" (z albumu Thank U, Next, nadawane z występu w Vancouver w Kanadzie)
- Madonna i Maluma – "Medellín" (z albumu Madame X)
- Lauren Daigle – "You Say" (z albumu Look Up Child)
- Mariah Carey – "A No No" (Caution), "Always Be My Baby" (Daydream), "Emotions" (Emotions), "We Belong Together" (The Emancipation of Mimi), "Hero" (Music Box)
- Panic! at the Disco – "Hey Look Ma, I Made It" (z albumu Pray for the Wicked)
- Kelly Clarkson – "Broken & Beautiful" (ze ścieżki dźwiękowej do filmu Paskudy. UglyDolls)
- BTS i Halsey – "Boy with Luv" (z albumu Map of the Soul: Persona)
- Paula Abdul – "Straight Up", "The Way That You Love Me" (Forever Your Girl), "Vibeology" (Spellbound), "Opposites Attract", "Cold Hearted", "Forever Your Girl" (Forever Your Girl)

## Nagrody i nominacje
Wybrane nagrody i nominacje przedstawiono w poniżej tabeli:
| Najlepszy artysta | Najlepszy debiutant |
| --- | --- |
| - Drake - Cardi B - Ariana Grande - Post Malone - Travis Scott | - Juice Wrld - Bazzi - Dua Lipa - Ella Mai - Lil Baby |
| Najlepszy artysta męski | Najlepszy artysta żeński |
| - Drake - Ed Sheeran - Post Malone - Travis Scott - XXXTentacion | - Ariana Grande - Cardi B - Ella Mai - Halsey - Taylor Swift |
| Najlepszy duet/zespół | Najlepszy wykonawca na Billboard 200 |
| - BTS - Dan + Shay - Imagine Dragons - Maroon 5 - Panic! at the Disco | - Drake - Ariana Grande - Post Malone - Travis Scott - XXXTentacion |
| Najlepszy album na Billboard 200 | Najlepszy wykonawca na Billboard Hot 100 |
| - Scorpion – Drake - ? – XXXTentacion - Astroworld – Travis Scott - Beerbongs & Bentleys – Post Malone - Invasion of Privacy – Cardi B                                   | - Drake - Ariana Grande - Cardi B - Juice Wrld - Post Malone |
| Najlepszy utwór na Billboard Hot 100 | Wykonawca z największą liczbą sprzedaży singli |
| - Girls Like You – Maroon 5 feat. Cardi B - Better Now – Post Malone - I Like It – Cardi B, Bad Bunny i J Balvin - Lucid Dreams – Juice Wrld - Sicko Mode – Travis Scott | - Drake - Ariana Grande - Imagine Dragons - Lady Gaga - Post Malone |
| Billboard Chart Achievement (głosowanie internetowe) | Najlepiej sprzedający się singel |
| - Ariana Grande - Dan + Shay - Drake - Lady Gaga i Bradley Cooper - Dua Lipa                                                                                             | - Girls Like You – Maroon 5 feat. Cardi B - I Like It – Cardi B, Bad Bunny i J Balvin - In My Feelings – Drake - Without Me – Halsey - Shallow – Lady Gaga i Bradley Cooper                            |
| Najlepszy wykonawca na Radio Songs | Najlepszy utwór na Radio Songs |
| - Drake - Ariana Grande - Cardi B - Post Malone - Maroon 5 | - Girls Like You – Maroon 5 feat. Cardi B - Love Lies – Khalid and Normani - Better Now – Post Malone - Meant to Be – Bebe Rexha feat. Florida Georgia Line - The Middle – Zedd, Maren Morris and Grey |
| Najlepszy wykonawca serwisów streamingowych | Najlepszy utwór serwisów streamingowych (audio) |
| - Drake - Ariana Grande - Cardi B - Post Malone - XXXTentacion | - Sicko Mode – Travis Scott - I Like It – Cardi B, Bad Bunny i J Balvin - Lucid Dreams – Juice Wrld - Better Now – Post Malone - SAD! – XXXTentacion                                                   |